# Arcidiecéze Caesarea Palestinská
Arcidiecéze Caesarea Palestinská je titulární diecéze římskokatolické církve na území Izraele.

## Historie
Caesarea Přímořská je místo známé z Nového zákona, kde hlásal evangelium jáhen Filip (Skt 8,40). Žil zde také římský setník Kornélius, kterého obrátil apoštol Petr a který měl být druhým caesarejským biskupem.
Caesarea byla již od 2. století metropolitní arcidiecézí s jurisdikcí nad celou Palestinou a byla přičleněna k Antiochijskému patriarchátu. Poté, co se Jeruzalém na chalcedonském koncilu roku 451 stal patriarchátem, byla Caesarea jednou z jeho metropolí, měla snad až třicet sufragánních diecézí. Konalo se zde několik synodů a koncilů.
Caesarejská teologická škola, založená Origenem, byla známa v celém křesťanském světě. Po perské (612) a arabské (633) okupaci ovšem víme o křesťanech v Caesareji velmi málo. Po velkém schizmatu v roce 1054 se Caesarea stala řeckou pravoslavnou diecézí. Po dobytí křižáky krále Balduina I. roku 1101 se stala latinskou metropolitní arcidiecézí. V roce 1265 bylo město dobyto muslimy, zničeno a již nikdy nebylo obnoveno. Dnes je sídlem titiulárního arcibiskupství latinské církve.

## Ostatní diecéze cesarejské
Je velkým problémem rozlišit zejména u titulárních biskupů, zda se nejedná o některou z dalších Cesarejí:
- Arcidiecéze Cesarea kappadocká
- Diecéze Cesarea v Bithýnii
- Diecéze Cesarea v Mauretánii
- Diecéze Cesarea v Numidii
- Diecéze Cesarea v Thessalii
- Diecéze Cesarea Filipova

Mezi těmito diecézemi nerozlišují dobře ani historické prameny.

## Seznam arcibiskupů cesarejských

### Řečtí biskupové
- Sv. Zacheus
- Sv. Kornélius
- Theofil I.
- Zacheus II.
- Sv. Teofil II. (zmíněn okolo r. 189)
- Theokrist (okolo 217 – okolo 258, zemřel)
- Domnus
- Theotecnos (konec 3. stol.)
- Agapius (3. – 4. stol.)
- Agricola ? (zmíněn roku 314)
- Sv. Eusebios z Kaisareie (okolo 316 – 339 nebo 340, zemřel)
- Akacius (340–365 nebo 366, zemřel)
  - Filomenos (366 – ?) (ariánský biskup)
- Gelasius I. (367 – 373, sesazen ariány)
  - Cyril (ariánský biskup)
  - Euzoios (373–379, sesazen) (ariánský biskup)
- Gelasius I. (379 – okolo 395, zemřel) (podruhé)
- Jan I. (395–404)
- Eulogius (404 – 417, zemřel)
- Domninus (417 – ?)
- Glicon (zmíněn roku 451)
- Ireneus (zmíněn roku 453)
- Gelasius II. (zmíněn okolo roku 465)
- Gelasius III. z Kyzika (zmíněn roku 476)
- Timoteus (zmíněn roku 484)
- Jan II. Kozibita (před 518 – okolo 536, zemřel)
- Eliáš (536 – ?)
- Sergius (zmíněn roku 541)
- Jan III. (zmíněn roku 553)
- Partenius (zmíněn roku 1084)
- Anastázius z Cesareje (konec 11. nebo začátek 12. století)
- Sofronius (13. století)
- Eliáš (zmíněn roku 1281)
- Meletius ?

### Latinští arcibiskupové v křižáckých dobách
- Balduin I. (1101–1107, zemřel)
- Evremar de Thérouanne (1107 – po 1123)
- Gaudentius (před 1136 – okolo 1142)
- Balduin II. (před 1147 – okolo 1156, zemřel)
- Ermesius (Ervesius) (1157–1173, zemřel)
- Heraclius z Cesareje (1173 – po 1179)
- Aimar Mnich dei Corbizzi (1181–1194, jmenován patriarchou jeruzalémským)
- Petr (před 1199 – po 1235)
- Bertrando (před 1237 – 17. dubna 1238 zemřel)
- Lociaumes (Joscellinus) (1244 – leden 1266 zemřel)
- Matouš (před 1277 – po 1280)

### Titulární arcibiskupové latinští
- Řehoř (? – ?)
- Štěpán (18. září 1377 – ?)
- Jakub (25. červen 1392 – ?)
- Oldřich (? – ?)
- Tommaso, O.F.M. (1412 – po 1424)
- Albert (12. únor 1413 – ?)
- Zweder van Culemborg (1432–1439, zemřel)
- Otto von Hochberg–Rotelen (1434–1451, zemřel)
- Giovanni Fabri (1440 – ?)
- Diego di Bedan, O.F.M. (1446 – ?)
- Alain de Lespervier, O.F.M. (1451 – ?)
- Juan de Segovia (1453–1458, zemřel)
- Henrik Kalteisen, O.P. (1459–1465, zemřel)
- Thomas Basin (1474 – ?, zemřel)
- Štěpán (?, zemřel)
- Angelus (?, zemřel)
- Jacques Jouvint (1488 – ?)
- Francesco, O.Cist. (1489–1496, zemřel)
- Nicola Ippolito (1493–1511, zemřel)
- Alessandro da Cremona (1496 – po 1508)
- Gerolamo de Plancha (1519–1531, zemřel)
- Alderico Biliotti (1523 – ?)
- Giacomo Benuzio (? – 1572, zemřel)
- Antonio Lorenzini (1568–1575, jmenován biskupem v Assisi)
- Christophe de Cheffontaine, O.F.M. (1579–1595, zemřel)
- Pietro Manso (1609–1609, zemřel)
- Aristazio Azarian, C.A.M. (1827–1855, zemřel)
- Jakub Bosagi, C.A.M. (1855–1883, zemřel)
- Antonio Agliardi ( 1884–1896, jmenován kardinálem)
- Pietro Gasparri (1898–1907, jmenován kardinálem)
- Vincenzo Sardi di Rivisondoli (1908–1920, zemřel)
- Luigi Maglione (1920–1935, jmenován kardinálem)
- Luigi Traglia (1936–1960, jmenován kardinálem)
- Dino Staffa (1960–1967, jmenován kardinálem)